# Sběř
Sběř (en allemand : Sbiersch) est une commune du district de Jičín, dans la région de Hradec Králové, en Tchéquie. Sa population s'élevait à 316 habitants en 2022.

## Géographie
Sběř se trouve à 2 km au sud-ouest de Vysoké Veselí, à 14 km au sud-est de Jičín, à 32 km à l'ouest-nord-ouest de Hradec Králové et à 76 km à l’est-nord-est de Prague.
La commune est limitée par Volanice et Vysoké Veselí au nord, par Smidary à l'est, par Vinary au sud, et par Žlunice et Kozojedy à l'ouest.

## Histoire
La première mention écrite de la localité date de 1332.

## Administration
La commune se compose de trois sections :
- Sběř
- Hrobičany
- Velešice

## Galerie

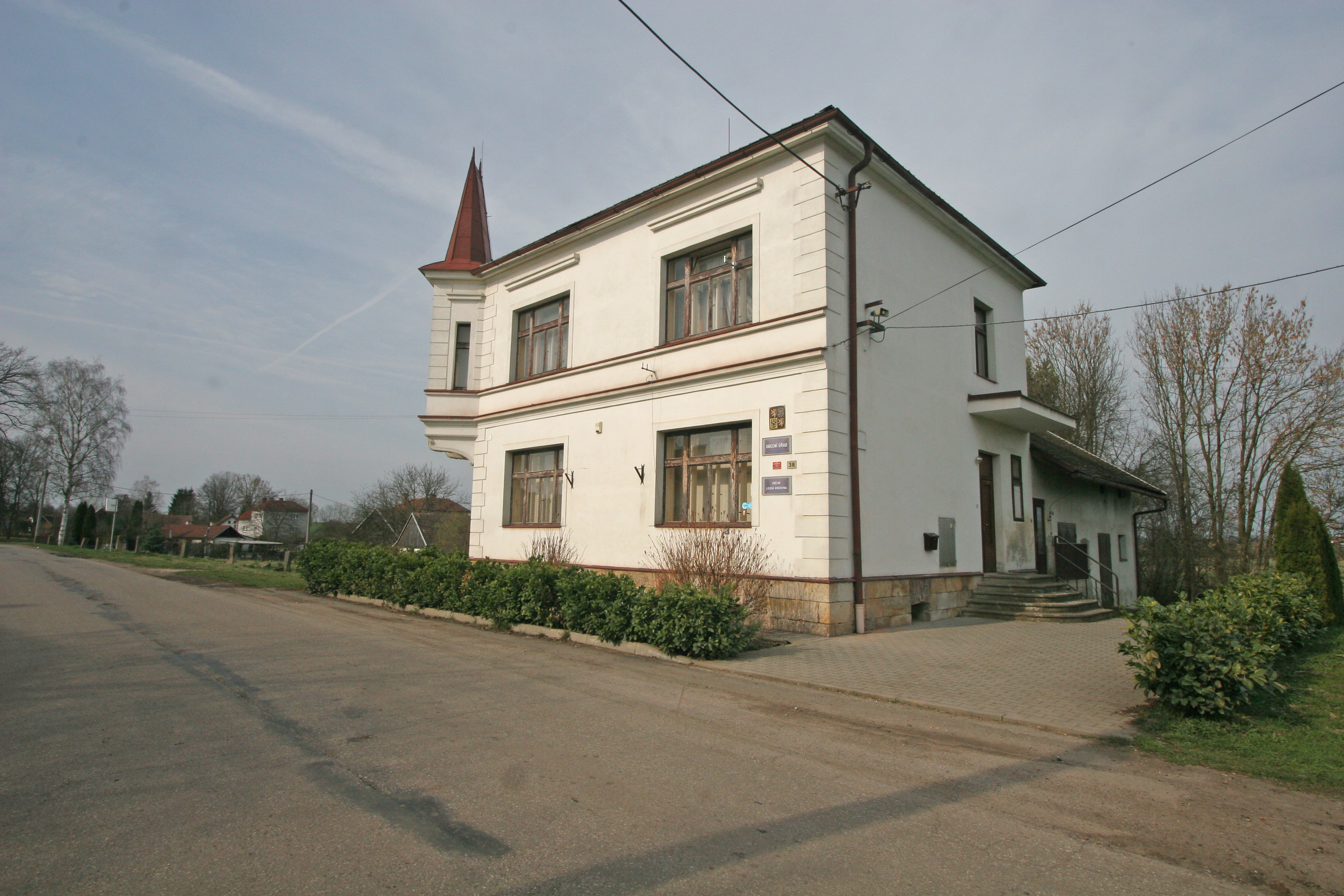
Sběř : la mairie.
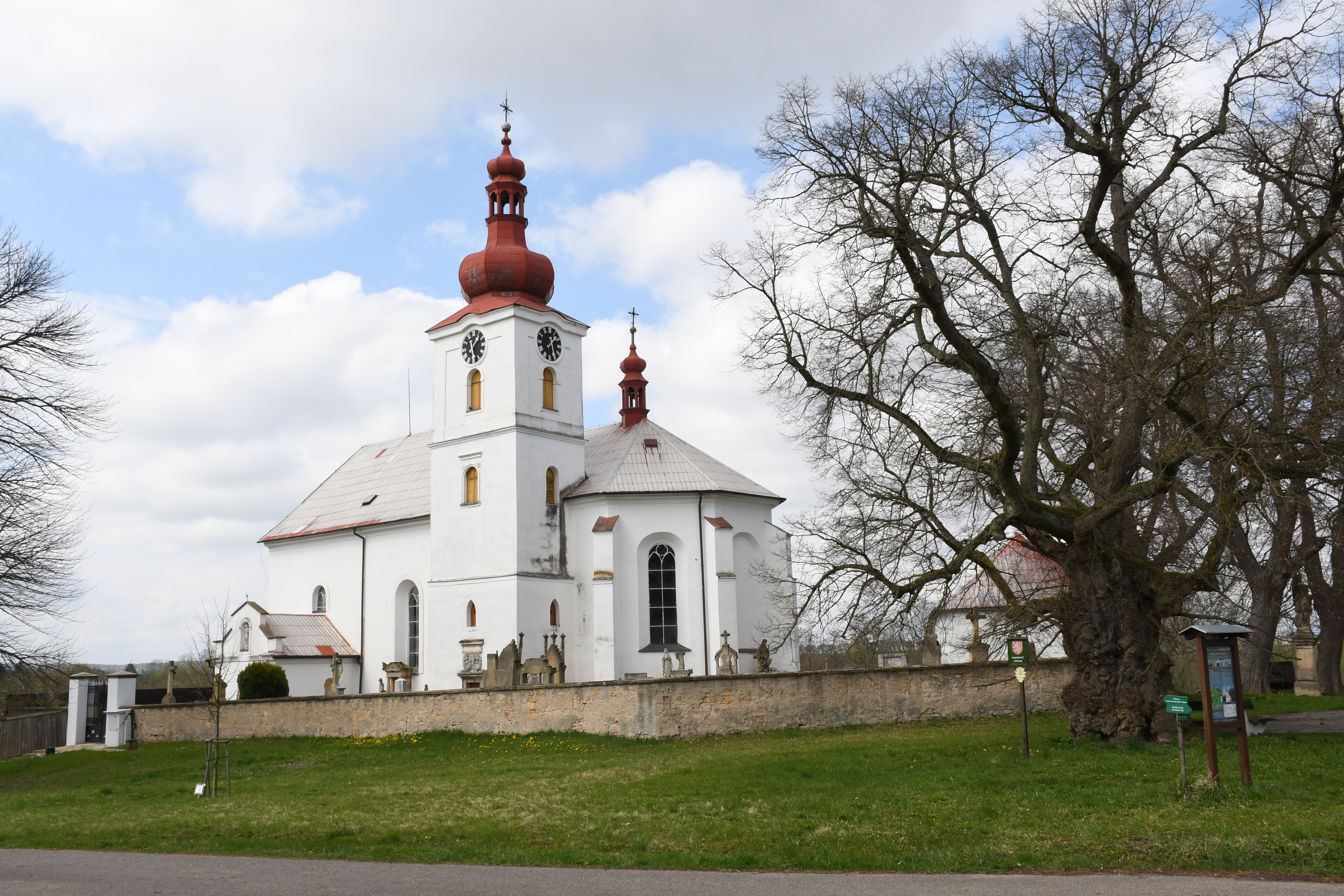
Velešice : église de l'Assomption.

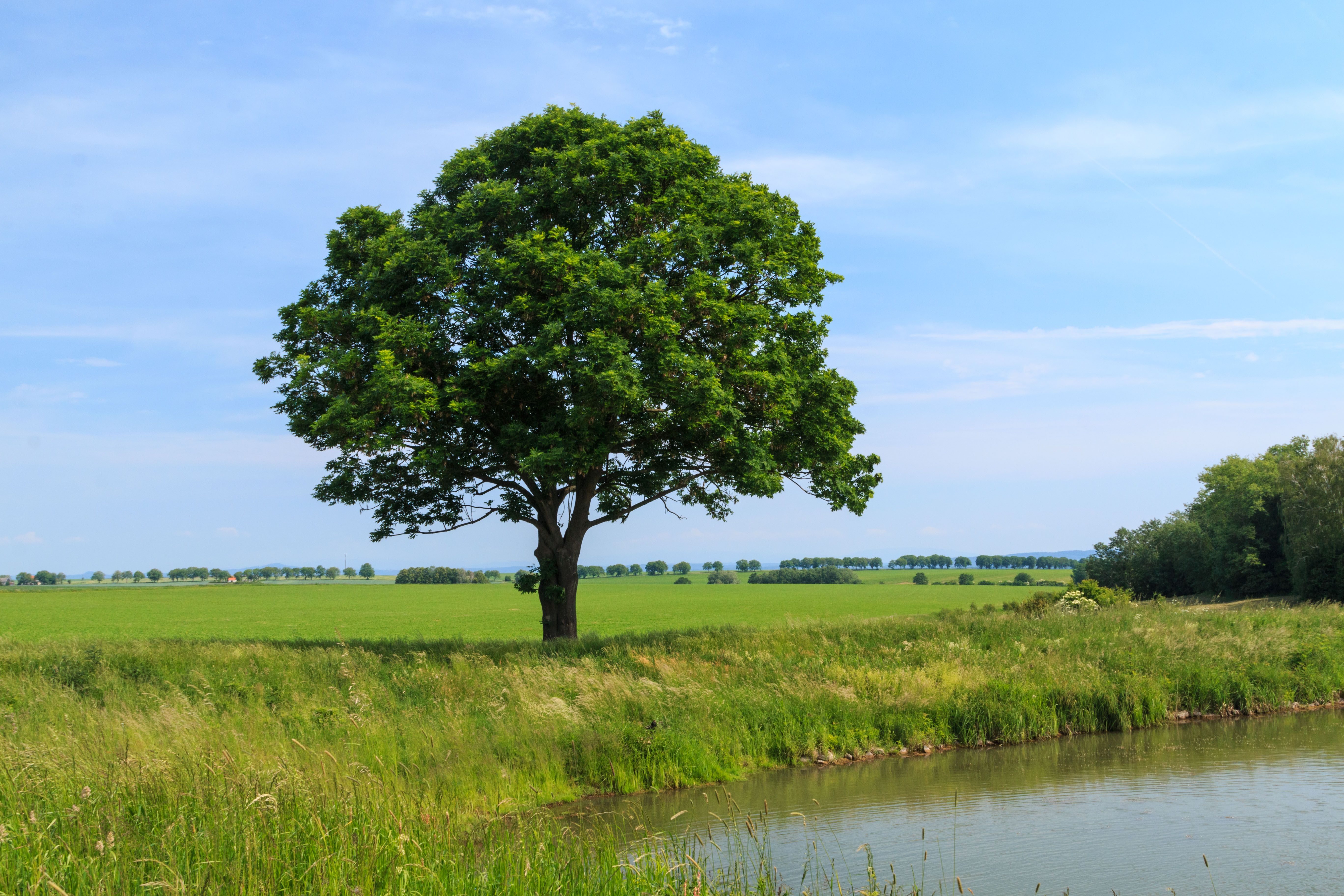
Étang de Sběř.
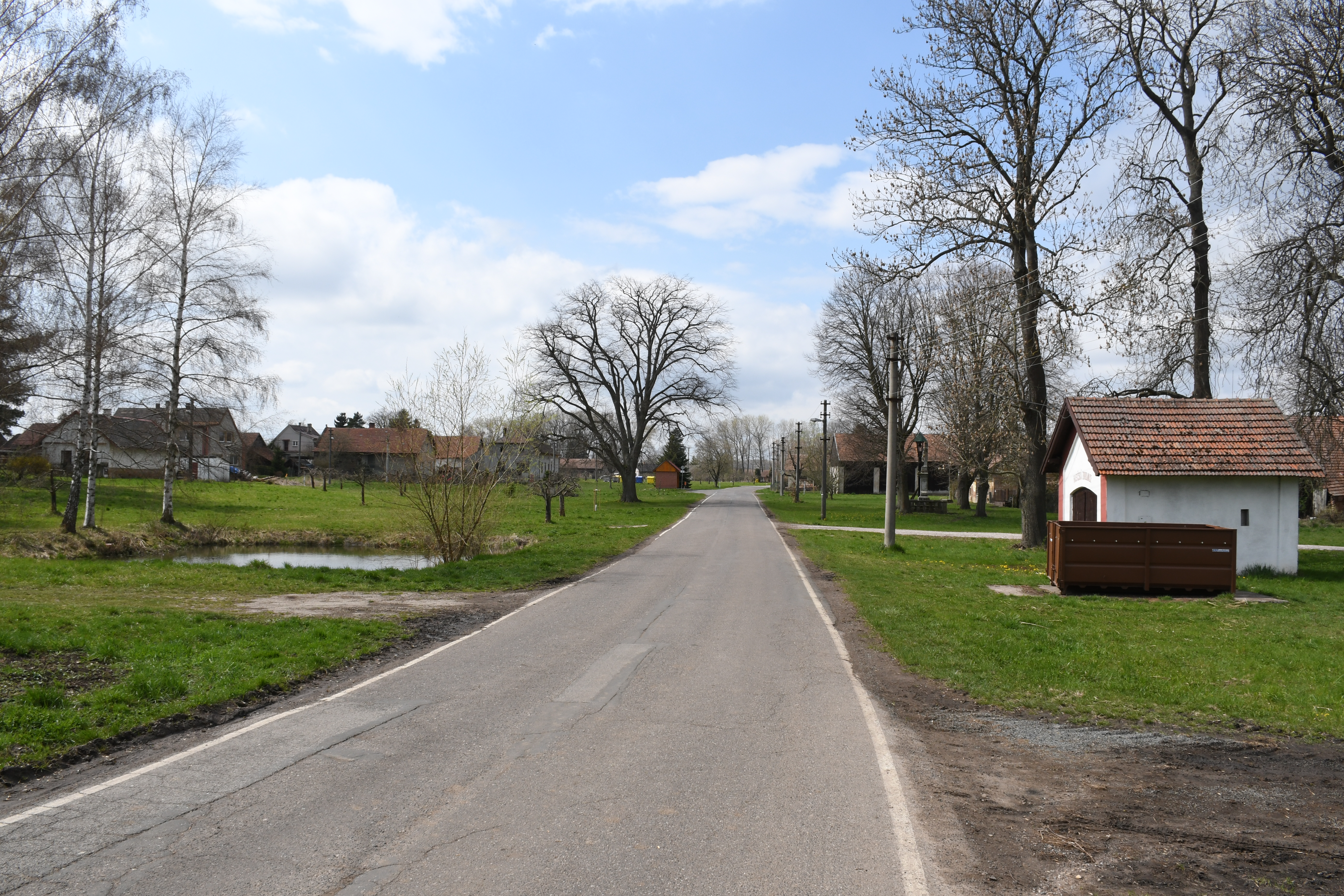
Hrobičany.

## Transports
Par la route, Sběř se trouve à 17 km de Jičín, à 42 km de Hradec Králové et à 99 km de Prague.